# Numero di ottano
Il numero di ottano (abbreviato N.O.) è un indice della resistenza alla detonazione (o caratteristica antidetonante) della miscela aria-benzina o di altri carburanti. In particolare, un numero di ottano più alto indica un migliore potere antidetonante.

## Il motore a combustione interna

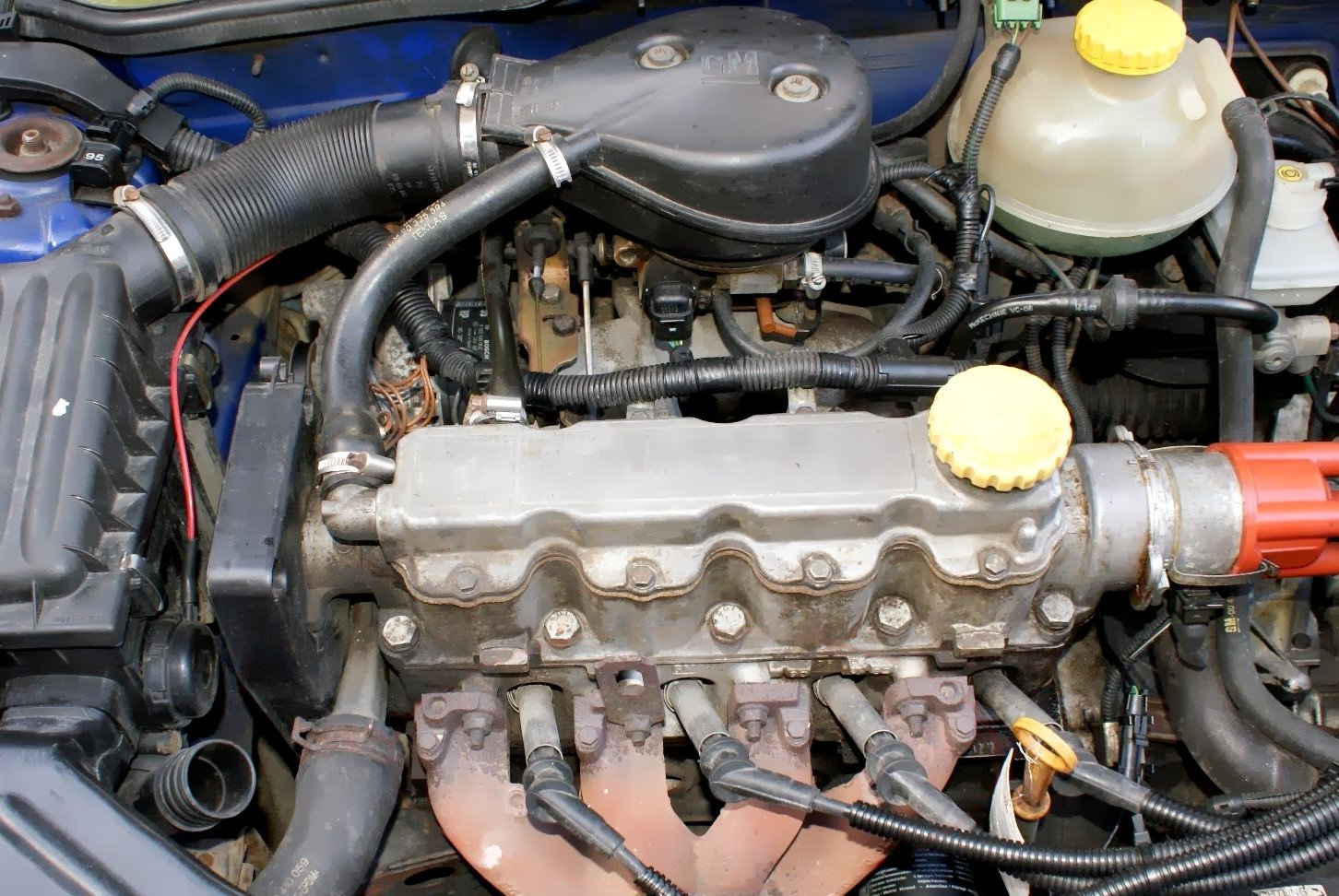
Motore con chiave ottani visibile in alto a sinistra (95 ottani)

Nel motore ad accensione comandata a iniezione indiretta o alimentato a carburatore, il pistone aspira una miscela di combustibile e di aria comburente dentro il cilindro nella corsa iniziale verso il punto morto inferiore, mentre la comprime ritornando al punto morto superiore (cielo del cilindro). Poco prima che la fase di compressione abbia termine, la candela infiamma la miscela provocando una combustione regolare che respinge il pistone, riavviando il ciclo. Non tutte le benzine, però, bruciano nella stessa misura.
I parametri che determinano l'accensione di un combustibile sono la temperatura e la pressione. In un motore a combustione interna ad accensione comandata (come quelli a benzina) si vuole che il combustibile si accenda quando scocca la scintilla della candela, né prima né dopo.
Se il carburante è troppo detonante si accende spontaneamente, dando luogo al fenomeno noto colloquialmente come "battito in testa", che provocando diffusione di forze irregolari all'interno del motore ne causa il danneggiamento (per esempio forature dei pistoni, delle teste e danneggiamento delle sedi valvola).
Alcuni motori possono tollerare benzine con differenti numeri di ottano, o tramite una regolazione tramite chiavetta o tramite impostazione dei parametri della centralina (riduzione dell'anticipo di accensione) o in alcuni casi tramite autoregolazione.

## Misurazione

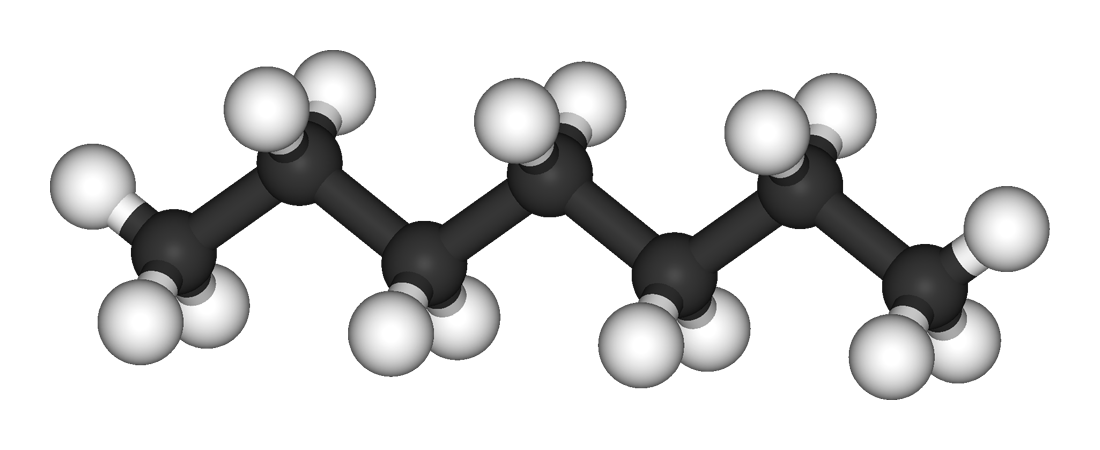
Rappresentazione tridimensionale di una molecola di n-eptano, utilizzato come riferimento per la misurazione del numero di ottano (numero di ottano: 0)

La scala dei valori varia da 0 a oltre 100; per convenzione si attribuisce all'n-eptano (facilmente detonante) un numero di ottano pari a 0 e all'isoottano (2,2,4-trimetilpentano, scarsamente detonante) un numero di ottano pari a 100. I valori intermedi sono invece paragonati alle miscele di tali due composti, ad esempio un numero di ottano pari a 90 equivale alla capacità antidetonante di una miscela di n-eptano al 10% in volume e isoottano al 90% in volume.
Il numero di ottano viene misurato in un motore 4 tempi monocilindrico dotato di rapporto di compressione variabile (CFR), confrontando la benzina da analizzare, con quella di miscele a composizione variabile di n-eptano – che ha numero di ottano 0 – e isoottano (2,2,4-trimetilpentano) – che ha numero di ottano 100 –, fino a trovare una miscela che ne provochi lo stesso tipo di accensione. In particolare viene dapprima alimentato il motore con la benzina da analizzare e durante il suo funzionamento viene aumentato il rapporto di compressione fino a provocare la detonazione rilevando l'intensità della stessa attraverso trasduttori di pressione montati entro la camera di combustione. Una volta trovato il rapporto di compressione critico si procede ad alimentare il motore con una miscela pura di isottano mantenendo lo stesso rapporto di compressione critico e aumentando la percentuale di n-eptano fino a rilevare detonazione con il nuovo combustibile e trovare quindi una concentrazione critica dei due componenti. La percentuale di isoottano di tale miscela definisce il valore RON della benzina.
Una benzina avente numero di ottano 95 ha la stessa resistenza alla detonazione di una miscela 95:5 di isoottano e n-eptano.

### Le varie prove
Le prove per determinare il numero d'ottano sono diverse, così come le varie sigle:
- RON (Research Octane Number):[6]
è la prova per testare il potere antidetonante di un combustibile con il motore "a freddo", con il metodo sopra descritto.

La prova è disciplinata dalla norma EN ISO 5164: la norma stabilisce il metodo per valutare i combustibili destinati a essere utilizzati nei motori ad accensione comandata a fronte di una scala arbitraria di numeri di ottano utilizzando un motore monocilindrico, quattro tempi, a rapporto di compressione variabile, munito di carburatore che opera a velocità costante (motore CFR).
La norma prevede un regime di rotazione del motore a 600 giri/min (+/-6 giri/min), quando il motore sta operando in combustione la variazione massima deve essere di 6 giri/min. La velocità con motore in combustione non deve essere maggiore più di 3 giri/min rispetto a motore senza combustione.
Il valore RON dichiarato deve essere pari a quello misurato (RONm) detratto 0,2.
- MON (Motor Octane Number):[6]
è una prova più severa, dove il motore di prova è il medesimo del sistema RON, ma viene testato sotto carico, con il motore che ha un regime di rotazione superiore, inoltre l'anticipo d'accensione è più alto rispetto al metodo RON, per testare il potere antidetonante.

La prova è disciplinata dalla norma EN ISO 5163: la norma stabilisce il metodo per valutare i combustibili destinati a essere utilizzati nei motori ad accensione comandata a fronte di una scala arbitraria di numeri di ottano utilizzando un motore monocilindrico, quattro tempi, a rapporto di compressione variabile, munito di carburatore che opera a velocità costante (motore CFR).
La norma prevede un regime di rotazione del motore a 900 giri/min (+/-9 giri/min), quando il motore sta operando in combustione la variazione massima deve essere di 9 giri/min. La velocità con motore in combustione non deve essere maggiore più di 3 giri/min rispetto a motore senza combustione.
Il valore MON dichiarato deve essere pari a quello misurato (MONm) detratto 0,2
- AKI (Anti-Knock Index)/RdON (Road Octane Number)/PON (Pump Octane Number) o (RM) / 2;
è la media dei valori rilevati nelle prove RON e MON.

Nella realtà i motori odierni riescono a ottenere prestazioni antidetonanti superiori alle prove RON e MON in quanto si riesce a ottenere un raffreddamento del combustibile superiore rispetto alle prove di laboratorio effettuate sui carburanti. Inoltre la richiesta ottanica di un motore varia in base al carico, al numero di giri e all'anticipo d'accensione a cui il motore eroga potenza.

### Esempi
L'etanolo ha come valori: RON=129, MON=102, AKI=116
Tabella con valori AKI dei vari combustibili
| esadecano     | < -30                      |
| n-ottano      | -10                        |
| n-eptano      | 0                          |
| gasolio       | 15–25                      |
| 2-metileptano | 23                         |
| n-esano       | 25                         |
| 2-metilesano  | 44                         |
| idrogeno      | RON > 130; MON molto basso |
| n-eptano      | 60                         |
| n-pentano     | 62                         |
| 1-pentene     | 84                         |
| 1-butanolo    | 87                         |
| E10           | 87–90                      |
| n-butano      | 91                         |
| t-butanolo    | 97                         |
| cicloesano    | 97                         |
| isoottano     | 100                        |
| benzene       | 101                        |
| propano       | 103                        |
| E85           | 105                        |
| etano         | 108                        |
| metanolo      | 113                        |
| toluene       | 114                        |
| etanolo       | 116                        |
| xilene        | 117                        |
| GPL           | MON=92,7                   |
| metano        | 120-130; MON=122           |

La benzina normalmente in commercio per auto ha numero di ottano di circa 95 (metodo Research) e 85 (metodo Motor). Più in particolare, la benzina per auto "normale" (non più in commercio in Italia) presenta un numero di ottano pari a circa 84 - 86, mentre la benzina "super" (non più in commercio in Europa) presenta un numero di ottano maggiore, pari a circa 98 - 100 (poi ridotto a 97). Attualmente diverse compagnie petrolifere propongono anche carburanti con numero di ottano 98-101. Più è grande il numero di ottano, più è alto il potere antidetonante del carburante. Ciò significa che c'è meno rischio di inneschi per la semplice compressione provocata dal pistone e quindi più elevato il rapporto di compressione che si può adottare senza che insorga la detonazione.

## Determinazione del numero di ottano ottimale
Il numero di ottano influisce sulla velocità di combustione e sul controllo della combustione, ma non è solo questo valore a incidere sull'insorgenza della detonazione: più precisamente questo valore deve essere messo in relazione ad altri parametri, quali temperatura dell'aria, umidità, l'altitudine, la capacità del motore di controllare la sua temperatura (sistema di raffreddamento) e la fasatura di accensione. Nei motori moderni il sistema di gestione dello stesso è in grado di compensare quasi tutti queste variabili agendo sulla fasatura d'accensione.
In linea di massima si può riassumere con alcune semplici relazioni, quali ottano e resa volumetrica del motore; tale resa viene influenzata maggiormente dall'altitudine e quindi dalla densità dell'aria, dove una maggiore altezza porta a ridurre la resa volumetrica e di conseguenza si riduce la richiesta di carburanti antidetonanti in quanto si riduce la pressione all'interno del motore.
Il numero di ottano è anche correlato al rapporto di compressione: maggiore è il rapporto di compressione, maggiore sarà la necessità di carburanti ad alto numero di ottano.
Il numero di ottano non è correlato alla potenza, tranne nel caso in cui non aumenti anche l'energia termica sviluppata: questo porta al riscaldamento localizzato del motore e di conseguenza aumenta la necessità di carburanti ad alto numero di ottano.

## Innalzamento del numero di ottano
In linea di massima, il numero di ottano aumenta al diminuire della linearità degli atomi di carbonio nella struttura della molecola e all'aumentare delle ramificazioni.
Per ottenere benzina a elevato numero di ottano si mescolano benzine di cracking e da reforming (a più alto numero di ottano) alle benzine di prima distillazione e si aggiungono prodotti antidetonanti (in inglese "octane boosters").

### Sostanze antidetonanti

Formula di struttura dell'MTBE, ampiamente utilizzato come antidetonante

Numerose sostanze possono essere impiegate per aumentare il numero di ottano di una benzina ottenuta per distillazione frazionata del petrolio. Tra esse si annoverano il piombo tetraetile (non più in uso in quanto intossicante del SNC e cancerogeno, e inoltre "avvelena", disattivandola totalmente, la marmitta catalitica divenuta obbligatoria in seguito a norme contro l'inquinamento), il benzene (ancor più cancerogeno - classe 1 - ma innocuo per le marmitte), il toluene (numero di ottano maggiore o uguale a 100), l'MTBE (metil-t-butiletere, numero di ottano pari a 118), l'ETBE, il metanolo e l'etanolo.
Per i motori alimentati ad alcol (metanolo o etanolo), è l'acqua l'additivo antidetonante più comune.